# アチャン・ニャーナラトー
アチャン・ニャーナラトー（Ajahn Nyanarato, 1958年 - ）は、奈良県出身のテーラワーダ仏教僧侶。イギリスのアマラワティ僧院副僧院長。本名、中尾茂人。

## 経歴
京都大学医学部を卒業し医師の資格を取得した後、インド、ネパール、バングラデシュを約1年かけて旅し、1986年にタイのナナチャット森林僧院でサーマネラ（沙弥）出家、翌年に具足戒を受けて比丘出家した。日本人先輩僧のアチャン・光男・カウェーサコーの下で修行。1990年から10年間は、カウェーサコーがタイに設立したワット・スナンタワナラームにて修行。
2001年から、イギリスにあるテーラワーダ仏教のアマラワティ僧院での修行生活に入る。
2016年、NHKラジオ第2放送「宗教の時間」に出演。